# Município de Valley (condado de Scioto, Ohio)
O município de Valley (em inglês: Valley Township) é um município localizado no condado de Scioto no estado estadounidense de Ohio. No ano de 2010 tinha uma população de 3.874 habitantes e uma densidade populacional de 59,34 pessoas por km².

## Geografia
O município de Valley encontra-se localizado nas coordenadas 38° 53′ 56″ N, 82° 59′ 32″ O. Segundo a Departamento do Censo dos Estados Unidos, o município tem uma superfície total de 65.29 km², da qual 63,96 km² correspondem a terra firme e (2,03 %) 1,32 km² é água.

## Demografia
Segundo o censo de 2010, tinha 3.874 habitantes residindo no município de Valley. A densidade populacional era de 59,34 hab./km². Dos 3.874 habitantes, o município de Valley estava composto pelo 78,08 % brancos, o 20,42 % eram afroamericanos, o 0,21 % eram amerindios, o 0,08 % eram asiáticos, o 0,08 % eram de outras raças e o 1,14 % eram de uma mistura de raças. Do total da população o 0,85 % eram hispanos ou latinos de qualquer raça.